# Gedragseconomie
Gedragseconomie is een economische school met als doel: het realistischer maken van de economische wetenschap door deze te voorzien van psychologische invloeden.

## De basis van gedragseconomie
De basis van gedragseconomie ligt in de overtuiging dat het toevoegen van psychologische invloeden het realisme van de economische analyse vergroot. De meeste theorieën die zijn ontwikkeld binnen de gedragseconomie nemen economie als basis en stellen één of twee van de veronderstellingen bij met als doel het vergroten van de realiteit. Deze veronderstellingen staan meestal niet centraal in de theorie en worden in het Engels wel 'biases' genoemd. Tijdens het ontstaan van de subdiscipline van de gedragseconomie werd veelvuldig gebruikgemaakt van experimenten om de onjuistheid van een veronderstelling aan te tonen en vervolgens een alternatieve theorie te ontwikkelen. Tegenwoordig worden ook andere wetenschappelijke technieken gebruikt door gedragseconomen.

## Het ontstaan van gedragseconomie
Gedragseconomie is ontstaan door veelvuldig onderzoek van wetenschappers naar het menselijk oordeel en keuze. Het onderzoek van het menselijk oordeel richt zich op de cognitieve processen waarmee personen kansen berekenen dat iets gebeurt of juist niet gebeurt. Keuze heeft te maken met de cognitieve processen van mensen waarop zij selecteren tussen verschillende opties, waarbij rekening wordt gehouden met de oordelen die zij hebben. Deze processen worden ook wel heuristiek genoemd.

## Invloedrijke wetenschappers binnen de gedragseconomie
| - George Ainslie - George Akerlof - Dan Ariely - Colin Camerer - Ernst Fehr - Baruch Fischhoff - Joel Huber - Daniel Kahneman - David Laibson - Sarah Lichtenstein | - George Loewenstein - Sendhil Mullainathan - Edward O'Donoghue - Drazen Prelec - Christipher Puto - Matthew Rabin - Howard Rachlin - Daniel Read - William Samuelson - Eldar Shafir | - Hersh Shefrin - Herbert Simon - Itimar Simonson - Paul Slovic - Vernon Smith - Michal Strahilevitz - Richard Thaler - Amos Tversky |